# Stefan Küng
Pour les articles homonymes, voir Küng.
Ne doit pas être confondu avec Stephen King.
Stefan Küng, né le 16 novembre 1993 à Wilen (Thurgovie), est un coureur cycliste suisse possédant aussi la nationalité liechtensteinoise. C'est un coureur polyvalent qui participe à des compétitions sur route et sur piste. Il est membre de l'équipe Groupama-FDJ. En 2015, il devient champion du monde de poursuite et champion du monde du contre-la-montre par équipes. Il est aussi cinq fois champion de Suisse du contre-la-montre et une fois sur la course en ligne. En 2020 et 2021, il est double champion d'Europe du contre-la-montre.

## Biographie
La grand-mère de Stefan Küng est originaire du Liechtenstein. Sa mère a la double citoyenneté et elle l'a transmise à ses enfants. Il vit et court avec une licence suisse, mais est également citoyen du Liechtenstein, pays qu'il visite plusieurs fois par an pour voir ses oncles et tantes. Il a eu l'occasion de représenter le Liechtenstein au début de sa carrière, mais a ensuite été soutenu par la fédération suisse.
Küng a un fils né en juin 2022 et prénommé Noé.

## Carrière cycliste

### Débuts
Stefan Küng commence sa carrière internationale en 2010, avec les championnats d'Europe juniors à Ankara. Il termine huitième du contre-la-montre, sa discipline de prédilection. L'année suivante, il remporte le Tour de Berne juniors et une étape du Tour du Pays de Vaud. Toujours en 2011, associé à Théry Schir, il devient champion d'Europe de l'américaine juniors et aussi double champion de Suisse juniors (en contre-la-montre individuel sur route et de l'omnium sur piste). Dans la même année, il remporte deux médailles d'argent derrière Bob Jungels aux Jeux des petits États d'Europe, où il court pour le Liechtenstein. En fin de saison, il remporte lors des Six jours de Zurich, l'UIV Cup à Zürich avec Jan Keller.

### BMC Development (2013-2014)
En 2013, il rejoint l'équipe continentale BMC Development, réserve de l'équipe World Tour BMC Racing. En début d'année, il participe à la manche de la Coupe du monde sur piste à Aguascalientes. Il se classe deuxième de la poursuite par équipes et troisième de l'américaine. Aux championnats du monde sur piste, il décroche une médaille de bronze en poursuite individuelle. Il débute ensuite sa saison sur route, où il gagne le contre-la-montre des Jeux des petits États d'Europe, le championnat de Suisse du contre-la-montre espoirs et Giro del Belvedere. En juillet, il alterne à nouveau avec la piste et participe aux championnats d'Europe espoirs où il rafle trois médailles dont deux titres en poursuite et poursuite par équipes. Après être devenu champion de Suisse de poursuite, il prend en fin de saison la sixième place du championnat du monde du contre-la-montre espoirs.
En 2014, il annonce que son objectif « est de participer aux Jeux olympiques dans la poursuite par équipes, avant de [se] concentrer sur la route ». Il monte à trois reprises sur le podium lors de la manche de Guadalajara de la coupe du monde sur piste. Il participe ensuite aux mondiaux sur piste, où il se considère comme l'un des favoris de la poursuite. Il remporte la médaille d'argent de l'épreuve, battu par l'Australien Alexander Edmondson. Il gagne également le bronze de l'américaine avec Théry Schir et termine sixième de la poursuite par équipes. Sa saison sur route continue sur la lancée de l'année précédente, puisqu'il remporte fin mars le prologue et le général du Tour de Normandie. Annoncé comme l'un des favoris de Paris-Roubaix espoirs qui correspond à ses caractéristiques de coureurs puissants, il ne prend que la douzième place de l'épreuve. Après s'être adjugé la Flèche ardennaise, il devient quadruple champion d'Europe. Dans un premier temps, sur route, à domicile, il est double champion d'Europe espoirs,. Puis, il ajoute deux nouveaux titres sur piste lors du championnat d'Europe sur piste espoirs en poursuite et poursuite par équipes. En juillet, il signe un contrat avec l'équipe BMC Racing pour la saison 2015. Aux mondiaux sur route, il décroche le bronze du contre-la-montre espoirs. En novembre, il est récompensé du Mendrisio d'argent.

### BMC Racing (2015-2018)
En février 2015, il est champion du monde de poursuite individuelle face à l'Australien Jack Bobridge sur le vélodrome de Saint-Quentin-en-Yvelines. Sur route, il est vainqueur de la Volta Limburg Classic puis de la quatrième étape du Tour de Romandie. Lors du Tour d'Italie, il chute durant la douzième étape et se fracture une vertèbre, ce qui le prive de compétition pour plusieurs mois,. En fin d'année, il remporte son deuxième titre de champion du monde (après la poursuite sur piste) avec l'équipe BMC Racing lors du championnat du monde du contre-la-montre par équipes. Il est élu cycliste suisse de l'année 2015.
En décembre 2015, souffrant d'une mononucléose, il déclare forfait pour les mondiaux sur piste 2016 à Londres. Avec l'équipe de Suisse de poursuite par équipes, il obtient sa qualification pour les Jeux olympiques 2016. En juin, il doit néanmoins déclarer forfait après une fracture de la clavicule gauche et de l'os iliaque gauche, lors du championnat de Suisse du contre-la-montre. De retour en compétition en septembre, il gagne avec BMC le contre-la-montre par équipes de l'Eneco Tour, puis obtient la médaille d'argent du championnat du monde de cette discipline, à Doha.
En début d'année 2017, Stefan Küng obtient deux nouvelles victoires en contre-la-montre par équipes, au Tour de la Communauté valencienne et sur Tirreno-Adriatico. Au printemps, il s'impose lors de la deuxième étape du Tour de Romandie, à Bulle, en battant au sprint Andriy Grivko, à l'issue d'une échappée. Il remporte le classement par points de ce Tour de Romandie. Au Tour de Suisse, il est deuxième du prologue, derrière Rohan Dennis, puis prend pour une journée la tête du classement général. Il est à nouveau battu par Dennis lors de la dernière étape, disputée contre la montre. Fin juin, il devient champion de Suisse contre-la-montre, devant son coéquipier et tenant du titre Silvan Dillier. Celui-ci remporte trois jours plus tard le titre de champion de Suisse sur route, Küng prenant la deuxième place. En juillet, il est au départ de son premier Tour de France, à Düsseldorf, avec un rôle d'équipier pour Richie Porte. Il prend la deuxième place de la première étape, à cinq secondes de Geraint Thomas, et revêt le maillot blanc de meilleur jeune. Après avoir participé à la RideLondon-Surrey Classic, il remporte la deuxième étape du BinckBank Tour, un contre-la-montre de 9 kilomètres tracé autour de Voorburg. Il prend à cette occasion le maillot de leader qu'il conserve pendant trois jours. Le mois suivant, il est troisième du Tour de Grande Bretagne, puis vice-champion du monde du contre-la-montre par équipes avec BMC.
En février 2018, il gagne à nouveau les contre-la-montre par équipes du Tour de la Communauté valencienne et de Tirreno-Adriatico. Sur les classiques flandriennes, alors qu'il court en soutien de son leader Greg Van Avermaet, il décroche une dixième place encourageante sur Grand Prix E3. Deux semaines plus tard, il se fracture la mâchoire lors d'une chute sur Paris-Roubaix et déclare forfait pour le Tour de Romandie. En juin, il gagne coup sur coup à domicile le contre-la-montre par équipes et le contre-la-montre individuel du Tour de Suisse, ainsi qu'un deuxième titre de champion de Suisse du contre-la-montre. Pour son deuxième Tour de France, il s'adjuge avec BMC le contre-la-montre par équipes de la troisième étape. Au mois d'août, il annonce qu'il quitte la formation BMC Racing et signe un contrat avec l'équipe Groupama-FDJ. Sélectionné pour représenter son pays aux championnats d'Europe de cyclisme sur route, il se classe septième de l'épreuve contre-la-montre. Il remporte une nouvelle fois la deuxième étape du BinckBank Tour, un contre-la-montre de 13 kilomètres, puis obtient la médaille de bronze au championnat du monde du contre-la-montre par équipes avec BMC.

### Groupama-FDJ: depuis 2019

#### 2019
Il change de statut dans l'équipe française, où il a un rôle de co-leader avec Arnaud Démare sur les classiques du Nord et où il doit aider Thibaut Pinot dans la perspective du contre-la-montre par équipes du Tour de France. Pour ses débuts avec Groupama-FDJ, il s'impose dès février lors du contre-la-montre du Tour de l'Algarve. Après des classiques printanières avec comme meilleur résultat une onzième place sur Paris-Roubaix, il gagne la deuxième étape du Tour de Romandie à Morges à l'issue d'une échappée de 172 kilomètres, dont les 18 derniers en solitaire. Il est ensuite pour la troisième année consécutive champion de Suisse du contre-la-montre, puis participe au Tour de France, où son leader Pinot abandonne à quelques jours de l'arrivée. En août, il est quatrième du championnat d'Europe du contre-la-montre, puis huitième du BinckBank Tour. Le mois suivant, il remporte en solitaire le Tour du Doubs, puis le contre-la-montre du Tour de Slovaquie, où il se classe également troisième du général. Aux mondiaux du Yorkshire, il termine dixième du contre-la-montre et remporte la médaille de bronze sur la course en ligne disputée dans des conditions météos difficiles. Battu au sprint par Mads Pedersen et Matteo Trentin, il offre à la Suisse une première médaille sur l'épreuve depuis l'argent de Markus Zberg en 1999. Plusieurs mois après la course, Stefan Küng raconte : « Quand je monte la dernière difficulté en tête, je fais l'effort pour lâcher Gianni Moscon. Mais je ne me mets pas à bloc car je pense que Trentin va me contrer et j'en garde un peu sous la pédale. Il ne l'a pas fait car il ne pouvait pas. À un moment, je me retourne et je vois que Pedersen a perdu cinq mètres. Avec le recul, je comprends aujourd'hui que si j’avais monté à bloc cette dernière difficulté, je serais sûrement champion du monde. ».

#### 2020
La saison 2020 est perturbée par la pandémie de Covid-19 et de nombreuses courses sont annulées. Pour se préparer à la reprise des compétitions en été, Küng décide de parcourir à l'entraînement les étapes initialement prévues pour l'édition 2020 du Tour de Suisse qui a été annulée. Il effectue ce parcours avec Michael Albasini et ponctuellement avec d'autres coureurs ou anciens coureurs professionnels suisses. Au cours de l'été, il remporte un quatrième titre de champion de Suisse du contre-la-montre et s'adjuge pour la première fois celui de champion d'Europe de la spécialité à Plouay dans le Morbihan. Le 25 septembre 2020, il s’adjuge la médaille de bronze des championnats du monde du contre-la-montre et devient le quatrième coureur à remporter une médaille sur l'épreuve en ligne et sur le contre-la-montre, après Miguel Indurain, Abraham Olano et Laurent Jalabert. En Belgique, il est troisième du BinckBank Tour (son premier podium au classement général d’une course World Tour), cinquième de Gand-Wevelgem et huitième des Trois Jours de Bruges-La Panne. Le 31 octobre, il conclut sa saison en devenant pour la première fois champion de Suisse sur route avec près de cinq minutes d'avance, après un long raid en solitaire.

#### 2021
Son début de saison 2021 est marquée par une deuxième place sur le contre-la-montre final de Tirreno-Adriatico à six secondes de Wout van Aert, ainsi qu'une campagne de classiques décevante. Sur Gand-Wevelgem, il fait partie du groupe de sept coureurs qui se joue la victoire, mais doit se contenter d'une sixième place. Mi-avril, il gagne le contre-la-montre et le général du Tour de la Communauté valencienne, après avoir résisté au retour d'Enric Mas. En juin, il est à nouveau champion de Suisse du contre-la-montre malgré une crevaison, puis remporte la 1re étape du Tour de Suisse, où il porte le maillot de leader pendant deux jours. Il prend part ensuite au  Tour de France et se classe deuxième de la 5e étape, seulement devancé par le futur vainqueur de l'épreuve Tadej Pogačar. Il termine ensuite quatrième du contre-la-montre des Jeux olympiques de Tokyo, devancé pour la troisième place de seulement quatre dixièmes de seconde par Rohan Dennis. Un mois plus tard, il se classe cinquième du Benelux Tour et conserve son titre de champion d'Europe du contre-la-montre devant le champion du monde Filippo Ganna (qui évoluait à domicile) et Remco Evenepoel. Il est ensuite cinquième du championnat du monde du contre-la-montre et gagne le Chrono des Nations-Les Herbiers-Vendée pour clore sa saison.

#### 2022

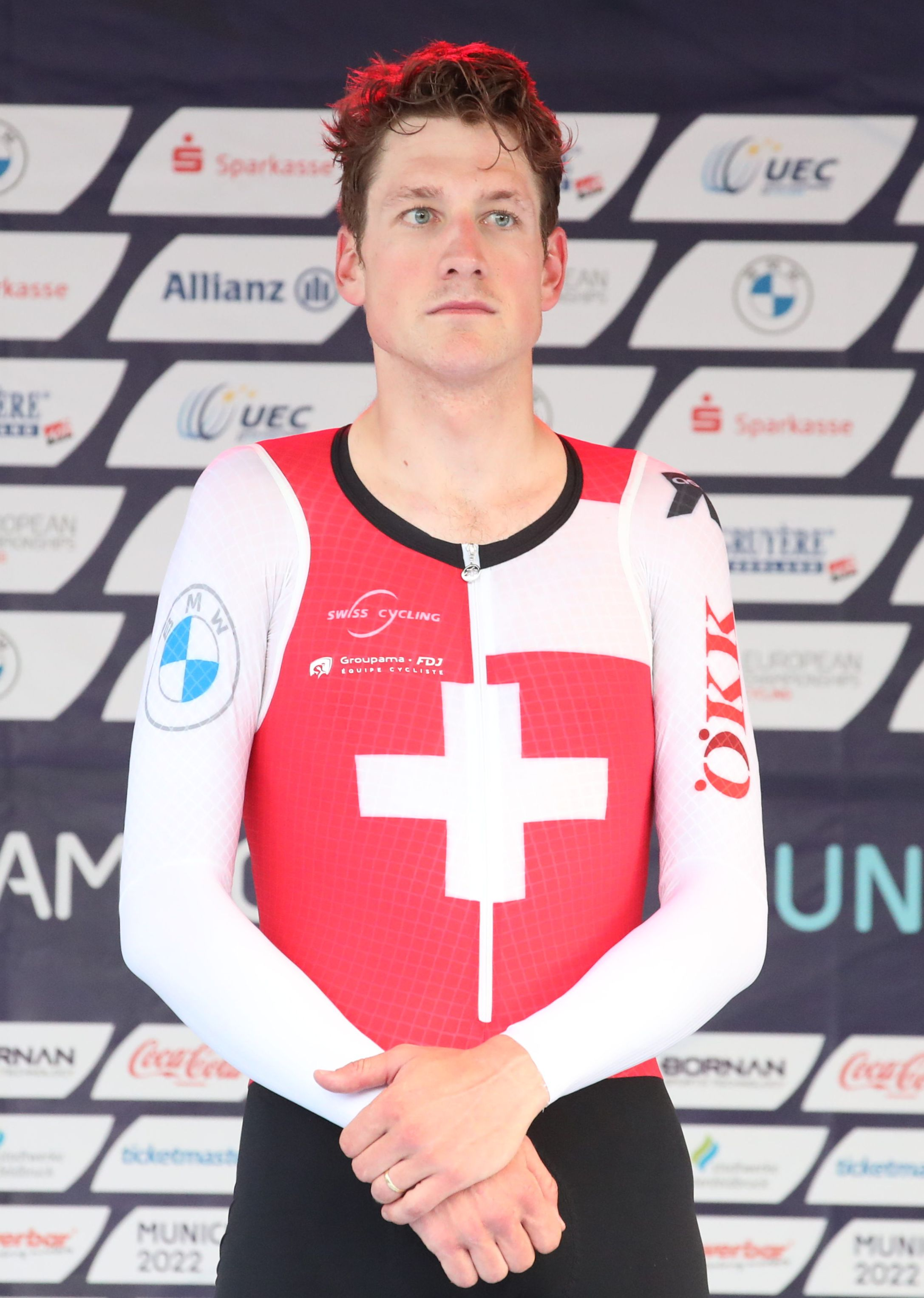
Küng sur le podium des championnats d'Europe du contre-la-montre 2022.

Il reprend la compétition en février 2022, avec une deuxième place sur le contre-la-montre du Tour de l'Algarve à près d'une minute de Remco Evenepoel. Douzième du Circuit Het Nieuwsblad, il décroche ensuite deux tops 10 sur Paris-Nice, puis réalise sa meilleure campagne de classiques depuis les débuts de sa carrière. Troisième de l'E3 Saxo Bank Classic derrière le duo de la Jumbo-Visma, il est ensuite sixième d'À travers les Flandres, cinquième du Tour des Flandres et huitième de l'Amstel Gold Race. Le 17 avril, il conclut sa campagne en terminant troisième de Paris-Roubaix, à l'issue d'un sprint pour la deuxième place entre Wout van Aert, Tom Devriendt et Matej Mohorič, à presque deux minutes du vainqueur Dylan van Baarle. Il s'agit également de son premier podium sur un Monument. En juin, il se classe cinquième du Tour de Suisse et est testé positif au SARS-CoV-2 après l'épreuve. Il est rétabli à temps pour participer au Tour de France, où il obtient un seul top 10 durant l'épreuve, où il est principalement au service de David Gaudu, quatrième du classement final. En août, il est vice-champion d'Europe du contre-la-montre, battu pour une seconde par son compatriote Stefan Bissegger. Il gagne ensuite le Tour Poitou-Charentes en Nouvelle-Aquitaine, grâce à son succès sur le contre-la-montre de l'épreuve. Annoncé potentiellement partant de la Groupama-FDJ malgré un an de contrat restant, il prolonge finalement jusqu'en fin d'année 2025. En septembre, lors des mondiaux en Australie, il devient avec la Suisse champion du monde du contre-la-montre par équipes en relais mixte. Il doit se contenter de la médaille d'argent sur le contre-la-montre individuel, battu de seulement trois secondes par Tobias Foss, le vainqueur surprise. Il termine la meilleure saison de sa carrière en remportant une deuxième fois le Chrono des Nations-Les Herbiers-Vendée.

#### 2023
En 2023, il remporte le contre-la-montre du Tour de l'Algarve devant Rémi Cavagna et Filippo Ganna. Sur les classiques, il est sixième de l'E3 Saxo Bank Classic, du Tour des Flandres puis cinquième de Paris-Roubaix. Présent sur le Tour d'Italie, il y vise les deux étapes de contre-la-montre où il se classe cinquième puis quatrième. Il arrête son Giro lors de la première journée de repos. Le 11 juin, il remporte la première étape du Tour de Suisse disputée contre-la-montre devant les Belges Remco Evenepoel et Wout van Aert et endosse la maillot jaune qu'il conserve le lendemain.
Sélectionné pour plusieurs épreuves des Championnats d'Europe en septembre, il est en lice pour une médaille sur le contre-la-montre avant de chuter. Reprenant la course, il la termine en onzième position. Sa chute lui cause des fractures à une main, à l'os malaire ainsi qu'une commotion cérébrale, ce qui le contraint à arrêter prématurément sa saison.

#### 2024
Le 27 mars 2024, il monte sur le podium d'À travers les Flandres, terminant à la troisième place à 29 secondes d'une course remportée par Matteo Jorgenson puis réalise un top 5 à Paris-Roubaix. En juin, il déçoit au Tour de Suisse, ne terminant que huitième du contre-la-montre inaugural à Vaduz. Le 20 juin, il remporte un sixième titre de champion de Suisse du contre-la-montre à Aire-la-Ville. Il participe au Tour de France sans résultats probants avant d'abandonner à trois étapes de la fin. Aux Jeux olympiques de Paris, il obtient une septième et une huitième places lors des deux épreuves sur routes. Le 8 septembre, il remporte sa seconde victoire de la saison en gagnant la dernière étape du Tour d'Espagne disputée sous la forme d'un contre-la-montre dans les rues de Madrid. Il s'agit de son premier succès sur une étape d'un grand tour en douze participations.

## Caractéristiques
Sur route, Stefan Küng est un rouleur, spécialiste du contre-la-montre. Il montre également des dispositions sur les classiques flandriennes. En dehors des compétitions, Küng participe au développement des vélos de son équipe avec son équipementier. Selon Frédéric Grappe, entraîneur et directeur de la performance de Groupama-FDJ, peu de coureurs sont capables d'être de bons « testeurs » et il considère que le Suisse fait partie de ceux-là.

## Palmarès sur route

### Par année
- 2009

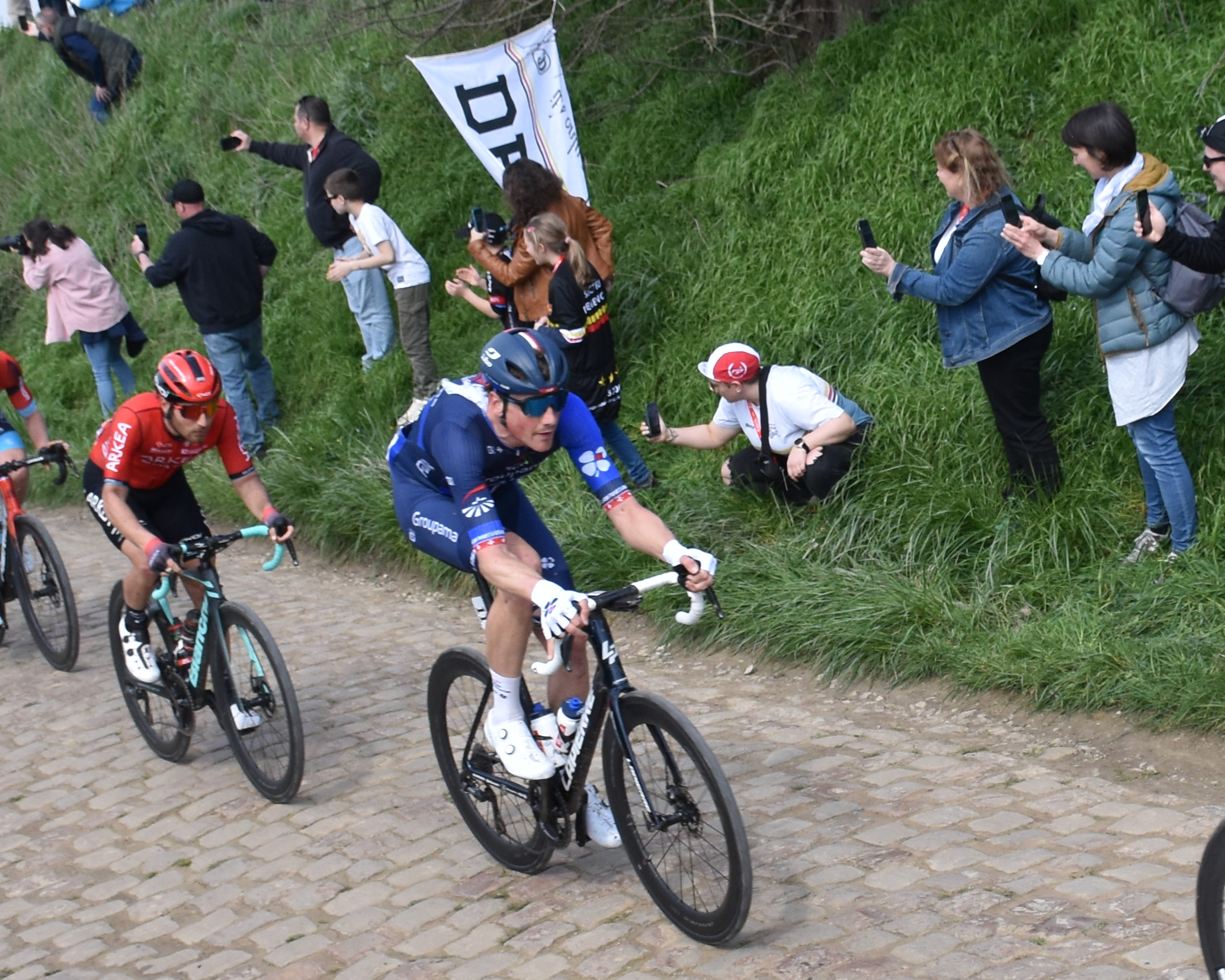
Paris-Roubaix 2023 - Secteur pavé de Quiévy à Saint-Python - N° 11 Stefan Küng.

  - Prix des Vins Henri Valloton débutants
- 2010[48]

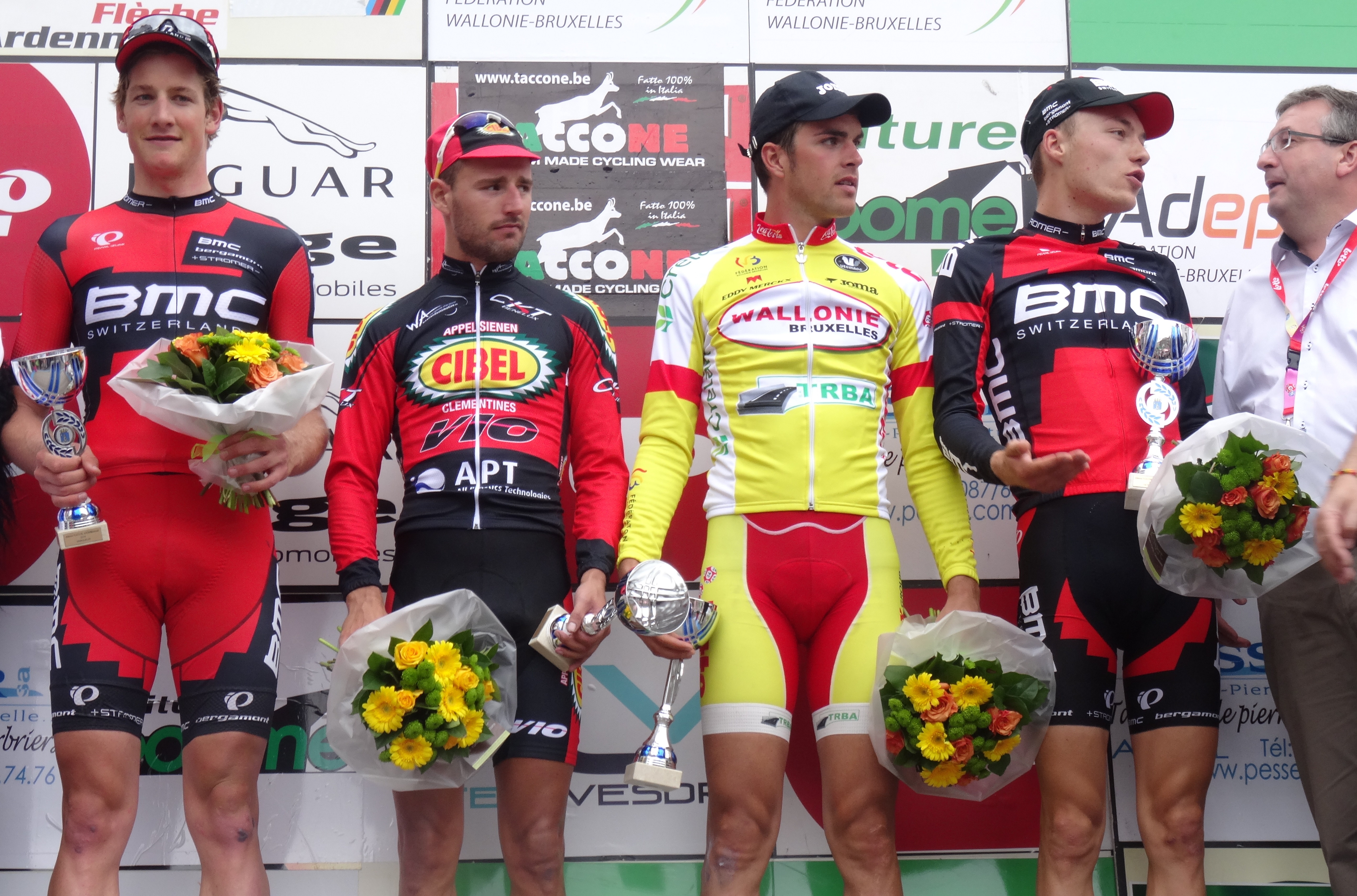
Podium de l'édition 2014 de la Flèche ardennaise : Stefan Küng (1er), Bjorn De Decker (meilleur grimpeur), Boris Dron (3e) et Loïc Vliegen (2e).

  - 8e du championnat d'Europe du contre-la-montre juniors
- 2011
  -  Champion de Suisse du contre-la-montre juniors
  - Tour de Berne juniors
  - 3e étape du Tour du Pays de Vaud
  -  Médaillé d'argent de la course en ligne aux Jeux des petits États d'Europe (avec le Liechtenstein)
  -  Médaillé d'argent du contre-la-montre aux Jeux des petits États d'Europe (avec le Liechtenstein)
  - 3e des Trois jours d'Axel
  - 3e du Tour du Pays de Vaud
  - 3e du championnat de Suisse sur route juniors
- 2012
  - Auffahrtskriterium
- 2013
  -  Médaillé d'or du contre-la-montre aux Jeux des petits États d'Europe (avec le Liechtenstein)
  -  Champion de Suisse du contre-la-montre espoirs
  - Giro del Belvedere
  - Prologue (contre-la-montre par équipes) et 10e étape du Tour de Nouvelle-Calédonie
  - 3e du championnat de Suisse sur route espoirs
  - 3e du Chrono champenois
  - 6e du championnat du monde du contre-la-montre espoirs

- 2014
  -  Champion d'Europe sur route espoirs
  -  Champion d'Europe du contre-la-montre espoirs
  -  Champion de Suisse sur route élites nationaux[49]
  - Tour de Normandie :
    - Classement général
    - Prologue

  - Rund um den Weiherring
  - Chrono de Thoune
  - Flèche ardennaise[50]
  - Coire-Arosa
  - 2e du championnat de Suisse du contre-la-montre
  -  Médaillé de bronze du championnat du monde du contre-la-montre espoirs
- 2015
  -  Champion du monde du contre-la-montre par équipes
  - Volta Limburg Classic
  - 4e étape du Tour de Romandie
- 2016
  -  Médaillé d'argent du championnat du monde du contre-la-montre par équipes
- 2017
  -  Champion de Suisse du contre-la-montre
  - 1re étape du Tour de la Communauté valencienne (contre-la-montre par équipes)
  - 1re étape du Tirreno-Adriatico (contre-la-montre par équipes)
  - 2e étape du Tour de Romandie
  - 2e étape du BinckBank Tour (contre-la-montre)
  -  Médaillé d'argent au championnat du monde du contre-la-montre par équipes
  - 2e du championnat de Suisse sur route
  - 3e du Tour de Grande Bretagne
- 2018
  -  Champion de Suisse du contre-la-montre
  - 3e étape du Tour de la Communauté valencienne (contre-la-montre par équipes)
  - 1re étape de Tirreno-Adriatico (contre-la-montre par équipes)
  - 1re (contre-la-montre par équipes) et 9e (contre-la-montre) étapes du Tour de Suisse
  - 3e étape du Tour de France (contre-la-montre par équipes)
  - 2e étape du BinckBank Tour (contre-la-montre)
  -  Médaillé de bronze au championnat du monde du contre-la-montre par équipes
  - 7e du championnat d'Europe du contre-la-montre
  - 10e du Grand Prix E3
- 2019
  -  Champion de Suisse du contre-la-montre
  - 3e étape du Tour de l'Algarve (contre-la-montre)
  - 2e étape du Tour de Romandie
  - Tour du Doubs
  - 1re étape (b) du Tour de Slovaquie (contre-la-montre)
  -  Médaillé de bronze du championnat du monde sur route
  - 3e du Tour de Slovaquie
  - 4e du championnat d'Europe du contre-la-montre
  - 8e du BinckBank Tour
  - 10e du championnat du monde du contre-la-montre
- 2020
  -  Champion d'Europe du contre-la-montre
  -  Champion de Suisse sur route
  -  Champion de Suisse du contre-la-montre
  -  Médaillé de bronze du championnat du monde du contre-la-montre
  - 3e du BinckBank Tour
  - 5e de Gand-Wevelgem
  - 8e des Trois Jours de Bruges-La Panne
  - 9e du Circuit Het Nieuwsblad
- 2021
  -  Champion d'Europe du contre-la-montre
  -  Champion de Suisse du contre-la-montre
  - Tour de la Communauté valencienne :
    - Classement général
    - 4e étape (contre-la-montre)

  - 1re étape du Tour de Suisse (contre-la-montre)
  - Chrono des Nations-Les Herbiers-Vendée
  - 4e du contre-la-montre des Jeux olympiques
  - 5e du Benelux Tour
  - 5e du championnat du monde du contre-la-montre
  - 6e de Gand-Wevelgem
- 2022
  -  Champion du monde du contre-la-montre par équipes en relais mixte
  - Tour Poitou-Charentes en Nouvelle-Aquitaine :
    -  Classement général
    - 3e étape (b) (contre-la-montre)

  - Chrono des Nations-Les Herbiers-Vendée
  -  Médaillé d'argent du championnat du monde du contre-la-montre
  -  Médaillé d'argent du championnat d'Europe du contre-la-montre
  - 3e de l'E3 Saxo Bank Classic
  - 3e de Paris-Roubaix
  - 5e du Tour des Flandres
  - 5e du Tour de Suisse
  - 6e d'À travers les Flandres
  - 8e de l'Amstel Gold Race
- 2023
  -  Champion du monde du contre-la-montre par équipes en relais mixte
  - 5e étape du Tour de l'Algarve (contre-la-montre)
  - 1re étape du Tour de Suisse (contre-la-montre)
  - 2e du Tour de Slovaquie
  - 4e de la Bretagne Classic
  - 5e de Paris-Roubaix
  - 5e du championnat du monde sur route
  - 6e de l'E3 Saxo Bank Classic
  - 6e du Tour des Flandres
- 2024
  -  Champion de Suisse du contre-la-montre
  - 21e étape du Tour d'Espagne (contre-la-montre)
  - Chrono des Nations-Les Herbiers-Vendée
  -  Médaillé d'argent du championnat d'Europe du contre-la-montre
  - 3e d'À travers les Flandres
  - 5e de Paris-Roubaix
  - 7e de la course en ligne des Jeux olympiques
  - 8e du contre-la-montre des Jeux olympiques
  - 8e du championnat du monde du contre-la-montre
- 2025
  - 6e de l'E3 Saxo Bank Classic
  - 7e du Tour des Flandres
  - 9e d'À travers les Flandres

### Résultats sur les grands tours

#### Tour de France
8 participations
- 2017 : 79e
- 2018 : 53e, vainqueur de la 3e étape (contre-la-montre par équipes)
- 2019 : 96e
- 2020 : non-partant (17e étape)
- 2021 : 49e
- 2022 : 33e
- 2023 : 54e
- 2024 : non-partant (19e étape)

#### Tour d'Italie
3 participations
- 2015 : abandon (12e étape)
- 2016 : 60e
- 2023 : non-partant (10e étape)

#### Tour d'Espagne
1 participation
- 2024 : 39e, vainqueur de la 21e étape (contre-la-montre)

### Résultats sur les classiques
Ce tableau présente les résultats de Stefan Küng sur courses d'un jour de l'UCI World Tour auxquelles il a participé, ainsi qu'aux différentes compétitions internationales.
| Légende | Légende | Légende | Légende     | Légende | Légende              | Légende | Légende       |
| ------- | ------- | ------- | ----------- | ------- | -------------------- | ------- | ------------- |
| AB      | Abandon | HD      | Hors-délais | -       | Pas de participation | ×       | Pas d'épreuve |

| Année | Circuit Het Nieuwsblad | Strade Bianche | Milan-San Remo | Trois Jours de Bruges-La Panne | Grand Prix E3 | Gand-Wevelgem | À travers les Flandres | Tour des Flandres | Paris-Roubaix | Amstel Gold Race | Flèche wallonne | RideLondon-Surrey Classic | EuroEyes Cyclassics | Bretagne Classic | Championnat du monde |
| ----- | ---------------------- | -------------- | -------------- | ------------------------------ | ------------- | ------------- | ---------------------- | ----------------- | ------------- | ---------------- | --------------- | ------------------------- | ------------------- | ---------------- | -------------------- |
| 2015  | -                      | -              | -              | ×                              | -             | -             | 43e                    | -                 | 63e           | -                | -               | -                         | Ab.                 | 40e              | -                    |
| 2016  | -                      | -              | -              | ×                              | 31e           | -             | 24e                    | 60e               | 41e           | -                | 134e            | -                         | -                   | -                | 38e                  |
| 2017  | 61e                    | 15e            | -              | ×                              | -             | 82e           | 17e                    | 41e               | Ab.           | -                | -               | 23e                       | -                   | -                | 44e                  |
| 2018  | 22e                    | 16e            | -              | -                              | 10e           | 64e           | 75e                    | 55e               | Ab.           | -                | -               | -                         | -                   | -                | -                    |
| 2019  | 18e                    | 15e            | 59e            | -                              | 56e           | 16e           | 42e                    | 44e               | 11e           | -                | -               | -                         | -                   | -                | 3e                   |
| 2020  | 9e                     | 14e            | 52e            | 8e                             | ×             | 5e            | ×                      | 102e              | ×             | ×                | -               | ×                         | ×                   | -                | -                    |
| 2021  | 38e                    | 31e            | -              | -                              | 20e           | 6e            | 63e                    | 44e               | Ab.           | -                | -               | ×                         | ×                   | -                | 41e                  |
| 2022  | 12e                    | -              | -              | -                              | 3e            | 36e           | 6e                     | 5e                | 3e            | 8e               | -               | ×                         | -                   | 70e              | 20e                  |
| 2023  | 25e                    | -              | -              | -                              | 6e            | 52e           | 23e                    | 6e                | 5e            | -                | -               | ×                         | -                   | 4e               | 5e                   |
| 2024  | 16e                    | -              | 23e            | -                              | 16e           | 14e           | 3e                     | 41e               | 5e            |                  |                 | ×                         |                     |                  |                      |

### Classements mondiaux
| Année                                 | 2013 | 2014 | 2015 | 2016 | 2017 | 2018 | 2019 | 2020 | 2021 | 2022 | 2023 | 2024 |
| ------------------------------------- | ---- | ---- | ---- | ---- | ---- | ---- | ---- | ---- | ---- | ---- | ---- | ---- |
| UCI World Tour                        |      |      | 166e | nc   | 103e | 102e |      |      |      |      |      |      |
| Classement mondial                    |      |      |      | 490e | 114e | 163e | 50e  | 23e  | 26e  | 7e   | 23e  | 28e  |
| UCI Europe Tour                       | 214e | 30e  |      | 432e | 163e | 514e | 38e  | 20e  | 23e  | 7e   | 22e  | 23e  |
| UCI Asia Tour                         | nc   | nc   |      | 333e | nc   | 606e |      |      |      |      |      |      |
|                                       |      |      |      |      |      |      |      |      |      |      |      |      |
| Légende : nc = non classéSource : UCI |      |      |      |      |      |      |      |      |      |      |      |      |

## Palmarès sur piste

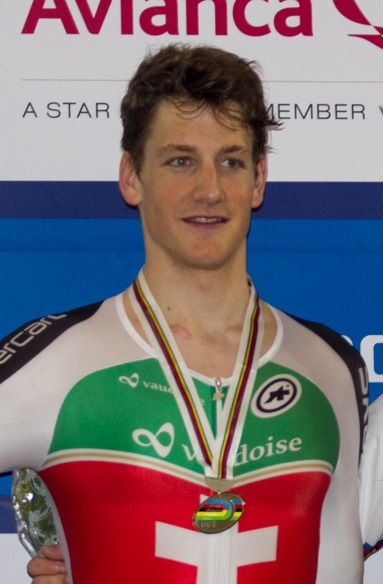
Stefan Küng, vice-champion du monde de poursuite individuelle (2014).

### Championnats du monde
- Minsk 2013
  -  Médaillé de bronze de la poursuite individuelle
  - 5e de la course aux points
  - 8e de la poursuite par équipes
- Cali 2014
  -  Médaillé d'argent de la poursuite individuelle
  -  Médaillé de bronze de l'américaine (avec Théry Schir)
  - 6e de la poursuite par équipes
- Saint-Quentin-en-Yvelines 2015
  -  Champion du monde de poursuite individuelle
  - 6e de la poursuite par équipes

### Coupe du monde
- 2012-2013
  - 2e de la poursuite par équipes à Aguascalientes
  - 3e de l'américaine à Aguascalientes
- 2013-2014
  - 2e de la poursuite par équipes à Guadalajara
  - 3e de la poursuite à Guadalajara
  - 3e de l'américaine à Guadalajara
- 2015-2016
  - 2e de la poursuite par équipes à Cali

### Championnats d'Europe
| Édition / Épreuve     | Poursuite individuelle | Poursuite par équipes                                     | Américaine                |
| Anadia 2011 (juniors) |                        |                                                           | Or (avec Théry Schir)     |
| Anadia 2013 (espoirs) | Or                     | Or (avec Tom Bohli, Théry Schir et Frank Pasche)          | Argent (avec Théry Schir) |
| Anadia 2014 (espoirs) | Or                     | Or (avec Tom Bohli, Théry Schir et Frank Pasche)          |                           |
| Granges 2015          | Or                     | Argent (avec Silvan Dillier, Théry Schir et Frank Pasche) |                           |

### Championnats nationaux
- Champion de Suisse de l'omnium juniors en 2011
- Champion de Suisse de poursuite individuelle en 2013 et 2015
- Champion de Suisse de course aux points en 2015
- Champion de Suisse de l'américaine en 2015 (avec Théry Schir)

### Autres compétitions
- 2015-2016
  - 3e de l'américaine à Cali

## Récompenses
- Meilleur espoir suisse de l'année : 2013
- Mendrisio d'argent : 2014
- Cycliste suisse de l'année : 2015 et 2019